# Pawlinowo
Pawlinowo (dodatkowa nazwa w języku białoruskim Паўлінова) – wieś w Polsce położona w województwie podlaskim, w powiecie bielskim, w gminie Orla.
W latach 1975–1998 miejscowość administracyjnie należała do województwa białostockiego.
Według Powszechnego Spisu Ludności z 1921 roku wieś (w spisie występuje jako Pawlinowo Kruhłe) zamieszkiwały 53 osoby, wśród których 3 było wyznania rzymskokatolickiego, 44 prawosławnego, a 6 mojżeszowego. Jednocześnie 16 mieszkańców zadeklarowało polską przynależność narodową, 27 białoruską, 6 żydowską, a 4 inną. Było tu 11 budynków mieszkalnych.
Prawosławni mieszkańcy wsi należą do parafii św. Michała Archanioła w Wólce Wygonowskiej, a wierni kościoła rzymskokatolickiego do parafii św. Zygmunta w Kleszczelach.

## Zabytki
- cmentarz prawosławny, poł. XIX, nr rej.:849 z 26.08.1999
- kaplica grobowa Schulców, 1904, nr rej.:849 z 26.08.1999[10].